# أحكام القرآن الصغرى
أحكام القرآن الصغرى أحد كتب تفسير القران الكريم المختصرة، ألفه أبو بكر بن العربي وهو مختصر من كتابه أحكام القرآن.

## أسلوب التفسير
اختصر ابن العربي كتابه أحكام القرآن الكبرى في كتاب آخر أطلق عليه اسم الأحكام الصغرى، فاستخلص زبدته، وأعفاه من الاستطرادات التي حشد بها الأحكام الكبرى، وتراجع فيه عن طائفة من آرائه، وعدل بعض عباراته، واستدرك ما كان فاته في الكبرى. ونجده في منهجه يتتبع سور القرآن الكريم، ويستخرج منها آيات الأحكام، فيذكر الآية ويشرح كلماتها، ويحلل معانيها، ثم يورد ما فيها من أحكام ومسائل فقهية، ويؤصل جميع ذلك بالأدلة الصحيحة، ثم يذكر أقوال الصحابة والتابعين وآراء الأئمة المجتهدين ويقارن بينها، وهو في الغالب يصدر بمذهب مالك ويناصره، وقد يخالفه إن رأى الحجة إلى جانب معارضه، وربما رجح رأي بعض أصحابه على قوله، وناقض الشافعي وأبو حنيفة النعمان في كثير من آرائهما، ويقسوا أحيانا على من تمحلوا لنصرة مذهبهم بدافع التعصب.
ومن المصادر التي اعتمدها ابن العربي في أحكامه الصغرى: تفسير ابن عباس وهو كثير الاستشهاد بآرائه، وجامع البيان لمؤلفه ابن جرير الطبري، وقد ناقشه في مواضع من الكتاب، واعتمد أيضًا كتاب الأحكام لإسماعيل القاضي، وأفاد من كتاب تفسير الثعلبي، ومختصره للطرطوشي. وفي الحديث اعتمد على كتاب موطأ الإمام مالك للإمام مالك بن أنس، وصحيح البخاري وصحيح مسلم، وسنن أبي داود وسنن الترمذي وسنن النسائي، وغير ذلك من المصادر.

## وصلات خارجية
- تحميل أحكام القرآن الصغرى المكتبة القرانية تفسير